# Classification de Masaoka
La classification de Masaoka est une classification clinique des thymomes, établie en 1981 par Akira Masaoka et modifiée en 1994 par Kenji Koga.
Il s'agit d'une stadification davantage clinique que microscopique basée sur les éléments suivants :
- stade I : tumeur macroscopiquement complètement encapsulée, sans envahissement capsulaire microscopie
- stade II : envahissement macroscopique du tissu adipeux environnant ou de la plèvre médiastinale, ou envahissement capsulaire microscopique
- stade III : envahissement macroscopique des organes avoisinants (péricarde, poumon, gros vaisseaux)
- stade IV :
  -  stade IVa : dissémination pleurale ou péricardique
  - stade IVb : métastases ganglionnaires ou à distance

Il s'agit de la première classification des thymomes pour laquelle le pronostic était corrélé au stade.
La classification de Masaoka a été modifiée en 1994 et est devenue la classification de Masaoka-Koga, qui est la plus utilisée aujourd'hui dans le monde :
- stade I : tumeur complètement encapsulée, macroscopiquement et microscopiquement
- stade II :
  - stade IIa : invasion transcapsulaire microscopique
  - stade IIb : envahissement macroscopique de la capsule ou du tissu adipeux au contact, ou contact macroscopique à la plèvre médiastinale ou au péricarde sans rupture de ceux-ci
- stade III : envahissement macroscopique d'organes voisins (péricarde, poumon, gros vaisseaux)
- stade IV :
  - stade IVa : dissémination pleurale ou péricardique
  - stade IVb : métastases ganglionnaires ou à distance

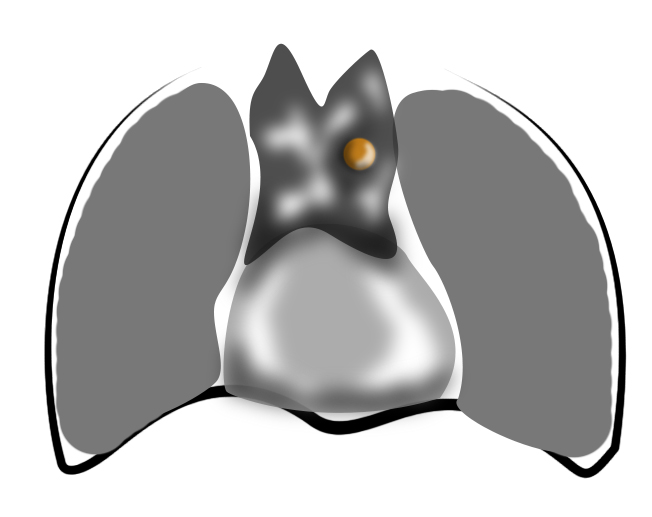
Stade I de Masaoka-Koga : tumeur encapsulée
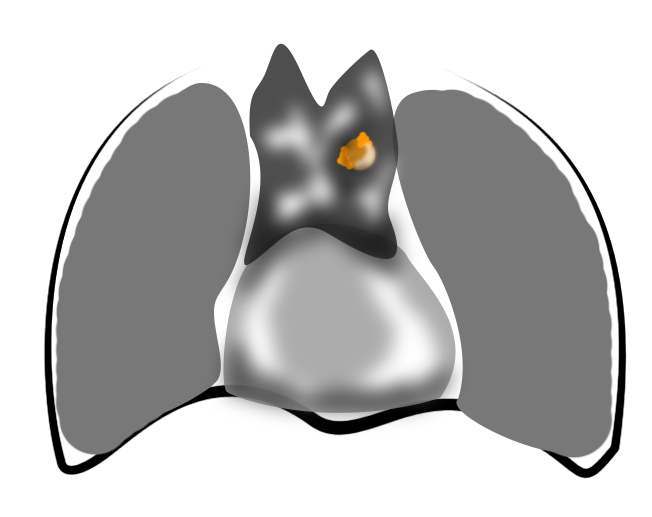
Stade II de Masaoka-Koga : envahissement de la graisse adjacente
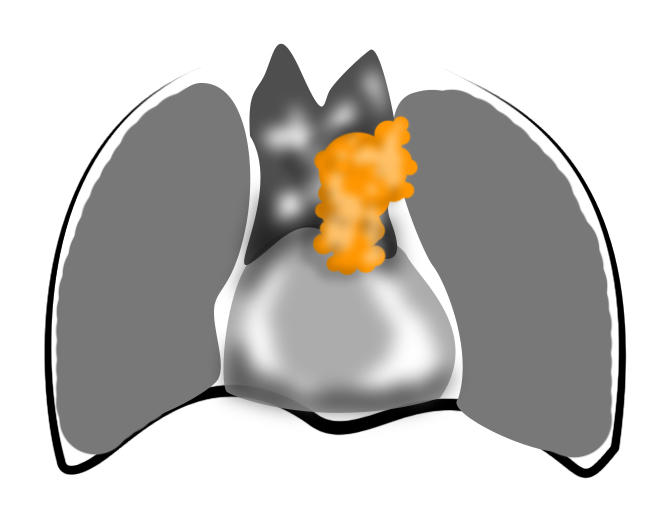
Stade III de Masaoka-Koga : envahissement de contiguïté des organes adjacents
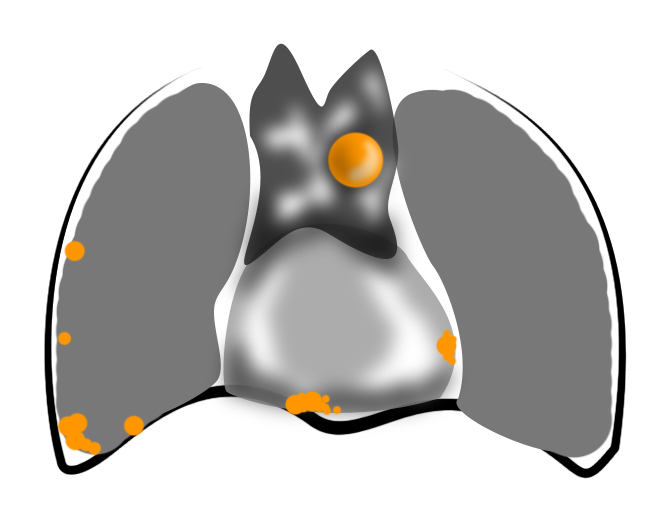
Stade IVa de Masaoka-Koga : dissémination pleurale ou péricardique

Bien que la classification de Masaoka-Koga soit toujours considérée comme la plus adaptée, elle a été critiquée sur plusieurs points, et notamment la corrélation entre aspect clinique et aspect microscopique. Tout d'abord, pour certains, le stade IIb mélange abusivement un envahissement microscopique avéré des organes de voisinage et un simple contact sans envahissement, le contact sans rupture étant par ailleurs difficile à identifier au plan anatomopathologique. Il existe également une ambiguïté entre le stade III et le stade IVa, notamment sur ce qui doit être considéré ou non comme une dissémination pleurale ou péricardique. Enfin, la classification de Masaoka n'est pas utilisable pour les carcinomes thymiques,.